# Prionurus maculatus
El Prionurus maculatus es una especie de pez cirujano del género Prionurus, encuadrado en la familia Acanthuridae. Es una especie marina del orden Perciformes, distribuida en el Pacífico sudoeste y abundante en parte de su rango, con densidades de población de 16.5/1,000 m².Su nombre común en inglés es Yellowspotted sawtail, o cola vista moteado amarillo, en alusión al moteado que recubre su cuerpo.

## Morfología
Tiene el cuerpo en forma oval, comprimido lateralmente. La boca es pequeña, protráctil y situada en la parte baja de la cabeza. 
De color gris-azulado, tiene unas estrechas barras amarillas a los lados del cuerpo, y un moteado de pequeños puntos amarillos en la parte dorsal y la cabeza. A cada lado de la parte posterior del cuerpo y el pedúnculo caudal, tiene 3 placas de color negro con espinas defensivas en color azul. Los ejemplares juveniles son de una tonalidad dorada, con barras verticales amarillas en todo el cuerpo.
Tiene de 24 a 26 radios blandos dorsales y de 23 a 25 radios blandos anales.
Puede alcanzar una talla máxima de 45 cm.

## Hábitat y modo de vida
Especie marina asociada a arrecifes y zonas rocosas. Ocurre tanto en aguas protegidas, como en arrecifes exteriores. Normalmente se les ve en aguas muy superficiales en las orillas. Los juveniles suelen habitar estuarios y bahías, de aguas salobres. Suele formar grandes cardúmenes con la especie emparentada P. microlepidotus, pudiendo distinguirlos claramente por sus coloraciones.
Su rango de profundidad se estima entre 5 y 30 m.

## Distribución
Se distribuye exclusivamente en el océano Pacífico sudoeste. Es especie nativa de Australia, isla Norfolk, Nueva Caledonia y Nueva Zelanda.

## Alimentación
Es herbívoro, y se alimentan principalmente de algas bénticas.

## Reproducción
Los machos cambian su coloración durante el cortejo. Son dioicos, de fertilización externa y desovadores pelágicos, en parejas y grandes agregaciones de individuos. No cuidan a sus crías. Alcanza un rápido crecimiento durante los primeros 3 a 5 años de vida.